# Mount Vernon (Texas)
Mount Vernon ist eine Stadt und County Seat des Franklin County im US-Bundesstaat Texas. Das U.S. Census Bureau hat bei der Volkszählung 2020 eine Einwohnerzahl von 2491 ermittelt.
Mount Vernon ist Teil der sozioökonomischen Region Ark-La-Tex, die die Bundesstaaten Arkansas, Louisiana, Oklahoma und Texas umfasst.

## Geographie
Mount Vernon liegt im Südosten des Bundesstaates Texas im Süden der Vereinigten Staaten, etwa 110 Kilometer von der östlichen Grenze zu Arkansas und 80 Kilometer von der nördlichen Grenze zu Oklahoma entfernt. Die Stadt liegt in einer Seenlandschaft, die vom Norden Oklahomas bis zum Golf von Mexiko reicht. Wenige Kilometer südöstlich der Stadt befindet sich ein Gebilde aus drei großen Seen, 38 Kilometer nordwestlich liegt der etwa 78 Quadratkilometer große Jim Chapman Lake.
Die nächstgelegenen Städte sind Purley (7 km südlich), Saltillo (7 km westlich), Miller’s Cove (8 km östlich), Mount Pleasant (20 km östlich) und Sulphur Springs (30 km westlich). Die nächste große Stadt ist mit über 1,2 Millionen Einwohnern das etwa 140 Kilometer südwestlich entfernt gelegene Dallas.

## Verkehr
Im Norden der Stadt verläuft von Westen nach Osten der U.S. Highway 67, der auf über 2500 Kilometern vom texanischen Westen bis nach Iowa im Norden der Vereinigten Staaten verläuft. Im Nordwesten der Stadt wird er auf einer Länge von etwa 500 Metern auf gleicher Trasse mit dem Texas State Highway 37 geführt. Im Süden der Stadt verläuft außerdem der Interstate 30, der von Fort Worth bis ins Zentrum von Arizona verläuft.
Über den nördlich der Stadt gelegenen Franklin County Airport ist Mount Vernon außerdem an den regionalen Flugverkehr angebunden. Pro Jahr werden dort etwa 5700 Flugbewegungen getätigt.

## Demographie
Die Volkszählung 2000 ergab eine Bevölkerungszahl von 2286 Menschen, verteilt auf 903 Haushalte und 582 Familien. Die Bevölkerungsdichte lag bei etwa 239 Personen pro Quadratkilometer. 77,2 % der Bevölkerung waren Weiße, 13,5 % Schwarze, 0,6 % Indianer und 0,3 % Asiaten. 7,2 % entstammten einer anderen Ethnizität, 1,2 % hatten zwei oder mehr Ethnizitäten, 10,8 % waren Hispanics oder Lateinamerikaner jedweder Ethnizität. Das Durchschnittsalter lag bei 36 Jahren, auf 100 Frauen kamen etwa 87 Männer. Das Pro-Kopf-Einkommen betrug etwa 16.200 US-Dollar, womit fast 18 % der Bevölkerung unterhalb der Armutsgrenze lebten.
Bis zur Volkszählung 2010 stieg die Einwohnerzahl auf 2662.